# 粕川サイクリングロード
粕川サイクリングロード（かすかわさいくりんぐろーど）は、群馬県伊勢崎市本関町と同市下植木町とを結ぶサイクリングロードである。主に粕川の堤防上を走る。サイクリングロードではあるが、自動車が通行可能な区間が存在する。

## 概要
起点
群馬県伊勢崎市本関町（国道17号上武道路赤城見跨道橋付近）
終点
群馬県伊勢崎市下植木町（群馬県道2号前橋館林線工業団地入口交差点付近）
総延長
8.0km
管理
伊勢崎市

## 交差する主な道路
- 群馬県道2号前橋館林線
- 群馬県道293号香林羽黒線
- 国道462号
- 群馬県道39号足利伊勢崎線
- 群馬県道68号桐生伊勢崎線
- 群馬県道73号伊勢崎大間々線（北部環状線）
- 国道17号（上武道路）

## 沿線の観光名所・施設
- 五色温泉
- 華蔵寺公園
- 新沼